# 1166 Sakuntala
1166 Sakuntala eller 1930 MA är en asteroid i huvudbältet som upptäcktes 27 juni 1930 av den ryska astronomen Prackovja Parchomenko vid Simeizobservatoriet. Den har fått sitt namn efter Shakuntala av Kālidāsa.
Asteroiden har en diameter på ungefär 26 kilometer.